# قائمة الدول ذات السيادة والأراضي التابعة لها حسب القارة
قائمة بـالدول ذات السيادة والأقاليم التابعة في العالم مرتبة حسب القارة، مع عرض الأعلام الوطنية الخاصة بها، وتشمل الكيانات التالية:
- بحسب الارتباط ضمن نظام الأمم المتحدة:
  - الدول الـ193 أعضاء الأمم المتحدة.
  - مدينة الفاتيكان (تُدار من قبل الكرسي الرسولي، وهي دولة مراقبة في الجمعية العامة للأمم المتحدة، ولها علاقات دبلوماسية مع ولها علاقات دبلوماسية مع 183 دولة حتى 7 يناير 2019.[1]
  - فلسطين (دولة مراقبة في الجمعية العامة للأمم المتحدة)، ولها علاقات دبلوماسية مع (دولة مراقبة في الجمعية العامة للأمم المتحدة)، ولها علاقات دبلوماسية مع 147 دولة حتى 21 مارس 2025.[2]
- بحسب دول أخرى
  - يشمل ذلك عادةً الدول ذات الاعتراف المحدود والدول المرتبطة التي ليست أعضاء في الأمم المتحدة.
  - دول ذات سيادة بحكم الواقع ومعترف بها جزئيًا وتتمتع بعضوية في الأمم المتحدة، مثل جمهورية كوسوفو وجمهورية الصين (تايوان).
  - دول ذات سيادة بحكم الواقع لا تحظى باعتراف دولي عام.
  - جزر كوك ونيوي، وهما دولتان مرتبطة بنيوزيلندا ارتباطًا حرًّا دون عضوية في الأمم المتحدة.
- بحسب الأقاليم التابعة لدول أعضاء في الأمم المتحدة:
  - يشمل ذلك عادةً الأقاليم غير ذات السيادة والمعترف بها من قبل الأمم المتحدة كجزء من دولة عضوة.
  - الأقاليم التابعة.
  - أقاليم أخرى تُعد غالبًا مناطق جغرافية منفصلة رغم كونها أجزاء لا تتجزأ من دولها الأم (مثل المقاطعات والأقاليم الخارجية لفرنسا).

تقسم هذه القائمة العالم باستخدام نموذج القارات السبع، مع تجميع الجزر ضمن القارات المجاورة. وقد أُشير إلى الاختلافات في الأسفل، وتُناقش في المقالات التالية: قارة، الحدود بين قارات الأرض، وقائمة الدول العابرة للقارات.

## المفتاح
| العضوية ضمن نظام الأمم المتحدة دول أعضاء في الأمم المتحدة دولة مراقبة في الجمعية العامة للأمم المتحدة دولة عضوة في وكالة متخصصة تابعة للأمم المتحدة مراقب في وكالة متخصصة تابعة للأمم المتحدة ليست عضوة في أي هيئة تابعة للأمم المتحدة إقليم تابع لدولة عضوة في الأمم المتحدة | النزاع على السيادة سيادة غير متنازع عليها سيادة متنازع عليها |

## أفريقيا
لجدول يضم الدول ذات السيادة والأقاليم التابعة في أفريقيا مع بيانات جغرافية مثل المساحة، عدد السكان، والكثافة السكانية، انظر أفريقيا: الأقاليم والمناطق.
جيولوجيًا، ترتبط أفريقيا بـأوراسيا عن طريق برزخ السويس، وتشكل جزءًا من أفرو-أوراسيا.
| الأسماء الشائعة والرسمية                                                                     | العضوية ضمن نظام الأمم المتحدة  | النزاع على السيادة | معلومات إضافية عن الوضع واعتراف السيادة |
| -------------------------------------------------------------------------------------------- | ------------------------------- | ------------------ | --- |
|                                                                                              |                                 |                    | |
| ↓ الدول الأعضاء في الأمم المتحدة ودول المراقبة غير الأعضاء ↓                                 |                                 |                    | |
| الجزائر – الجمهورية الجزائرية الديمقراطية الشعبية                                            | دولة عضو في الأمم المتحدة       | لا يوجد            | |
| أنغولا – جمهورية أنغولا                                                                      | دولة عضو في الأمم المتحدة       | لا يوجد            | |
| بنين – جمهورية بنين                                                                          | دولة عضو في الأمم المتحدة       | لا يوجد            | |
| بوتسوانا – جمهورية بوتسوانا                                                                  | دولة عضو في الأمم المتحدة       | لا يوجد            | |
| بوركينا فاسو                                                                                 | دولة عضو في الأمم المتحدة       | لا يوجد            | |
| بوروندي – جمهورية بوروندي                                                                    | دولة عضو في الأمم المتحدة       | لا يوجد            | |
| الكاميرون – جمهورية الكاميرون                                                                | دولة عضو في الأمم المتحدة       | لا يوجد            | |
| الرأس الأخضر – جمهورية الرأس الأخضر                                                          | دولة عضو في الأمم المتحدة       | لا يوجد            | |
| جمهورية إفريقيا الوسطى – جمهورية أفريقيا الوسطى                                              | دولة عضو في الأمم المتحدة       | لا يوجد            | |
| تشاد – جمهورية تشاد                                                                          | دولة عضو في الأمم المتحدة       | لا يوجد            | |
| جزر القمر – اتحاد جزر القمر                                                                  | دولة عضو في الأمم المتحدة       | لا يوجد            | جزر القمر هي اتحاد فدرالي مكوّن من ثلاث جزر. |
| الكونغو الديمقراطية                                                                          | دولة عضو في الأمم المتحدة       | لا يوجد            | |
| الكونغو                                                                                      | دولة عضو في الأمم المتحدة       | لا يوجد            | |
| جيبوتي – جمهورية جيبوتي                                                                      | دولة عضو في الأمم المتحدة       | لا يوجد            | |
| مصر – جمهورية مصر العربية                                                                    | دولة عضو في الأمم المتحدة       | لا يوجد            | |
| غينيا الاستوائية – جمهورية غينيا الاستوائية                                                  | دولة عضو في الأمم المتحدة       | لا يوجد            | |
| إريتريا – دولة إريتريا                                                                       | دولة عضو في الأمم المتحدة       | لا يوجد            | |
| إسواتيني – مملكة إسواتيني                                                                    | دولة عضو في الأمم المتحدة       | لا يوجد            | |
| إثيوبيا – جمهورية إثيوبيا الفدرالية الديمقراطية                                              | دولة عضو في الأمم المتحدة       | لا يوجد            | إثيوبيا هي اتحاد فدرالي مكوّن من اثنتي عشرة منطقة ومدينتين مستقلتين. |
| الغابون – الجمهورية الغابونية                                                                | دولة عضو في الأمم المتحدة       | لا يوجد            | |
| غامبيا – جمهورية غامبيا                                                                      | دولة عضو في الأمم المتحدة       | لا يوجد            | |
| غانا – جمهورية غانا                                                                          | دولة عضو في الأمم المتحدة       | لا يوجد            | |
| غينيا – جمهورية غينيا                                                                        | دولة عضو في الأمم المتحدة       | لا يوجد            | |
| غينيا بيساو – جمهورية غينيا بيساو                                                            | دولة عضو في الأمم المتحدة       | لا يوجد            | |
| ساحل العاج – جمهورية ساحل العاج                                                              | دولة عضو في الأمم المتحدة       | لا يوجد            | |
| كينيا – جمهورية كينيا                                                                        | دولة عضو في الأمم المتحدة       | لا يوجد            | |
| ليسوتو – مملكة ليسوتو                                                                        | دولة عضو في الأمم المتحدة       | لا يوجد            | |
| ليبيريا – جمهورية ليبيريا                                                                    | دولة عضو في الأمم المتحدة       | لا يوجد            | |
| ليبيا – دولة ليبيا                                                                           | دولة عضو في الأمم المتحدة       | لا يوجد            | |
| مدغشقر – جمهورية مدغشقر                                                                      | دولة عضو في الأمم المتحدة       | لا شيء             | |
| مالاوي – جمهورية مالاوي                                                                      | دولة عضو في الأمم المتحدة       | لا شيء             | |
| مالي – جمهورية مالي                                                                          | دولة عضو في الأمم المتحدة       | لا شيء             | |
| موريتانيا – الجمهورية الإسلامية الموريتانية                                                  | دولة عضو في الأمم المتحدة       | لا شيء             | |
| موريشيوس – جمهورية موريشيوس                                                                  | دولة عضو في الأمم المتحدة       | لا شيء             | تمتلك موريشيوس جزيرة ذات حكم ذاتي، جزيرة رودريغز. |
| المغرب – المملكة المغربية                                                                    | دولة عضو في الأمم المتحدة       | لا شيء             | جزء من الصحراء الغربية التي تطالب بها المغرب تسيطر عليه الجمهورية العربية الصحراوية الديمقراطية المعترف بها جزئيًا. |
| موزمبيق – جمهورية موزمبيق                                                                    | دولة عضو في الأمم المتحدة       | لا شيء             | |
| ناميبيا – جمهورية ناميبيا                                                                    | دولة عضو في الأمم المتحدة       | لا شيء             | |
| النيجر – جمهورية النيجر                                                                      | دولة عضو في الأمم المتحدة       | لا شيء             | |
| نيجيريا – جمهورية نيجيريا الاتحادية                                                          | دولة عضو في الأمم المتحدة       | لا شيء             | نيجيريا هي اتحاد يضم 36 ولاية وإقليماً اتحادياً واحداً. |
| جمهورية الكونغو → انظر إدراج جمهورية الكونغو                                                 |                                 |                    | |
| رواندا – جمهورية رواندا                                                                      | دولة عضو في الأمم المتحدة       | لا شيء             | |
| الجمهورية العربية الصحراوية الديمقراطية → انظر إدراج الجمهورية العربية الصحراوية الديمقراطية |                                 |                    | |
| ساو تومي وبرينسيب – جمهورية ساو تومي وبرينسيب الديمقراطية                                    | دولة عضو في الأمم المتحدة       | لا شيء             | تحتوي ساو تومي وبرينسيب على مقاطعة ذات حكم ذاتي، برينسيبي. |
| السنغال – جمهورية السنغال                                                                    | دولة عضو في الأمم المتحدة       | لا شيء             | |
| سيشل – جمهورية سيشل                                                                          | دولة عضو في الأمم المتحدة       | لا شيء             | |
| سيراليون – جمهورية سيراليون                                                                  | دولة عضو في الأمم المتحدة       | لا شيء             | |
| الصومال – جمهورية الصومال الفيدرالية                                                         | دولة عضو في الأمم المتحدة       | لا شيء             | الصومال اتحاد يتكون من ست ولايات. اثنتان، أرض البنط وغلمدغ، أعلنتا الحكم الذاتي من طرف واحد، في حين أن واحدة، صوماليلاند، مستقلة بحكم الواقع. |
| جنوب إفريقيا – جمهورية جنوب أفريقيا                                                          | دولة عضو في الأمم المتحدة       | لا شيء             | |
| جنوب السودان – جمهورية جنوب السودان                                                          | دولة عضو في الأمم المتحدة       | لا شيء             | جنوب السودان هو اتحاد فيدرالي يتكوّن من 10 ولايات وثلاث مناطق إدارية. - منطقة أبيي هي منطقة ذات "وضع إداري خاص" تم إنشاؤها بموجب اتفاقية السلام الشامل عام 2005. وهي من الناحية القانونية إدارة مشتركة (كوندومينيوم) بين جنوب السودان والسودان، لكنها فعلياً تُدار من قبل إدارتين متنافستين والأمم المتحدة. |
| السودان – جمهورية السودان                                                                    | دولة عضو في الأمم المتحدة       | لا شيء             | السودان هو اتحاد فيدرالي يتكوّن من 18 ولاية. - منطقة أبيي هي منطقة ذات "وضع إداري خاص" تم إنشاؤها بموجب اتفاقية السلام الشامل عام 2005. وهي من الناحية القانونية إدارة مشتركة (كوندومينيوم) بين جنوب السودان والسودان، لكنها فعلياً تُدار من قبل إدارتين متنافستين والأمم المتحدة. |
| تنزانيا – جمهورية تنزانيا المتحدة                                                            | دولة عضو في الأمم المتحدة       | لا شيء             | تنزانيا تضم منطقة تتمتع بالحكم الذاتي، وهي زنجبار. |
| توغو – جمهورية توغو                                                                          | دولة عضو في الأمم المتحدة       | لا شيء             | |
| تونس – الجمهورية التونسية                                                                    | دولة عضو في الأمم المتحدة       | لا شيء             | |
| أوغندا – جمهورية أوغندا                                                                      | دولة عضو في الأمم المتحدة       | لا شيء             | |
| زامبيا – جمهورية زامبيا                                                                      | دولة عضو في الأمم المتحدة       | لا شيء             | |
| زيمبابوي – جمهورية زيمبابوي                                                                  | دولة عضو في الأمم المتحدة       | لا شيء             | |
| ↑ دول أعضاء في الأمم المتحدة ودول مراقبة في الجمعية العامة ↑                                 |                                 |                    | |
|                                                                                              |                                 |                    | |
| ↓ دول أخرى ↓                                                                                 |                                 |                    | |
| الجمهورية العربية الصحراوية الديمقراطية                                                      | لا عضوية                        | تطالب بها المغرب   | معترف بها في مرحلة ما من قبل [[International recognition of قالب:Numrec/SADR \|خطأ في التعبير: علامة ترقيم لم نتعرف عليها «[». دول أعضاء في الأمم المتحدة]], خطأ في التعبير: علامة ترقيم لم نتعرف عليها «[». سحبت أو جمدت اعترافها لاحقاً. هي عضو مؤسس في الاتحاد الإفريقي والشراكة الاستراتيجية الآسيوية-الإفريقية التي تشكلت خلال المؤتمر الآسيوي-الإفريقي عام 2005. الأراضي التي تسيطر عليها، والمعروفة باسم المنطقة الحرة، تطالب بها المغرب بالكامل كجزء من الأقاليم الجنوبية. في المقابل، تطالب الجمهورية العربية الصحراوية الديمقراطية بالجزء الغربي من الصحراء الغربية إلى الغرب من الجدار المغربي الذي تسيطر عليه المغرب. تقيم حكومتها في المنفى في تندوف، الجزائر. |
| أرض الصومال – جمهورية أرض الصومال                                                            | لا عضوية                        | تطالب بها الصومال  | دولة مستقلة بحكم الواقع، لم يتم الاعتراف بها دبلوماسياً من قبل أي دولة، وتطالب بها جمهورية الصومال الفيدرالية بالكامل. |
| ↑ دول أخرى ↑                                                                                 |                                 |                    | |
|                                                                                              |                                 |                    | |
| ↓ الأقاليم التابعة ↓                                                                         |                                 |                    | |
| جزيرة بوفيه                                                                                  | إقليم نرويجي تابع               | لا شيء             | |
| إقليم المحيط الهندي البريطاني                                                                | إقليم بريطاني ما وراء البحار    | تطالب بها موريشيوس | |
| قالب:بيانات بلد الأراضي الجنوبية والقطبية الفرنسية                                           | إقليم فرنسي ما وراء البحار      | لا شيء             | |
| جزيرة هيرد وجزر ماكدونالد – إقليم جزيرة هيرد وجزر ماكدونالد                                  | إقليم أسترالي خارجي             | لا شيء             | |
| مايوت – قسم مايوت                                                                            | قسم وإقليم فرنسي ما وراء البحار | لا شيء             | |
| ريونيون – قسم ريونيون                                                                        | قسم وإقليم فرنسي ما وراء البحار | لا شيء             | |
| قالب:بيانات بلد سانت هيلينا وأسينشين وتريستان دا كونها                                       | إقليم بريطاني ما وراء البحار    | لا شيء             | |
| ↑ الأقاليم التابعة ↑                                                                         |                                 |                    | |
|                                                                                              |                                 |                    | |

- الدول العابرة للقارات في أوروبا وأفريقيا، المصنفة كدول جنوب أوروبا وفقًا لقسم الإحصاء التابع للأمم المتحدة:  إيطاليا (بانتيليريا وجزر بيلاجي),  مالطا,  البرتغال (ماديرا [بما في ذلك جزر سافاج]), و إسبانيا (جزر الكناري، سبتة، مليلية، جزيرة البوران, وأماكن السيادة الإسبانية).
- دولة عابرة للقارات في أوروبا وأفريقيا، مصنفة كدولة غرب أوروبا وفقًا لقسم الإحصاء التابع للأمم المتحدة:  فرنسا (مايوت، وريونيون).
- دولة عابرة للقارات في آسيا وأفريقيا، مصنفة كدولة غرب آسيا وفقًا لقسم الإحصاء التابع للأمم المتحدة:  اليمن (سقطرى).